# Beatweiher
Der Beatweiher ist ein Weiher in der Gemeinde Seeshaupt, Gemarkung Magnetsried.
Er besitzt einen Zulauf über einen kleinen südlich gelegenen namenlosen Weiher, aber keinen oberirdischen Ablauf.